# Kazair West

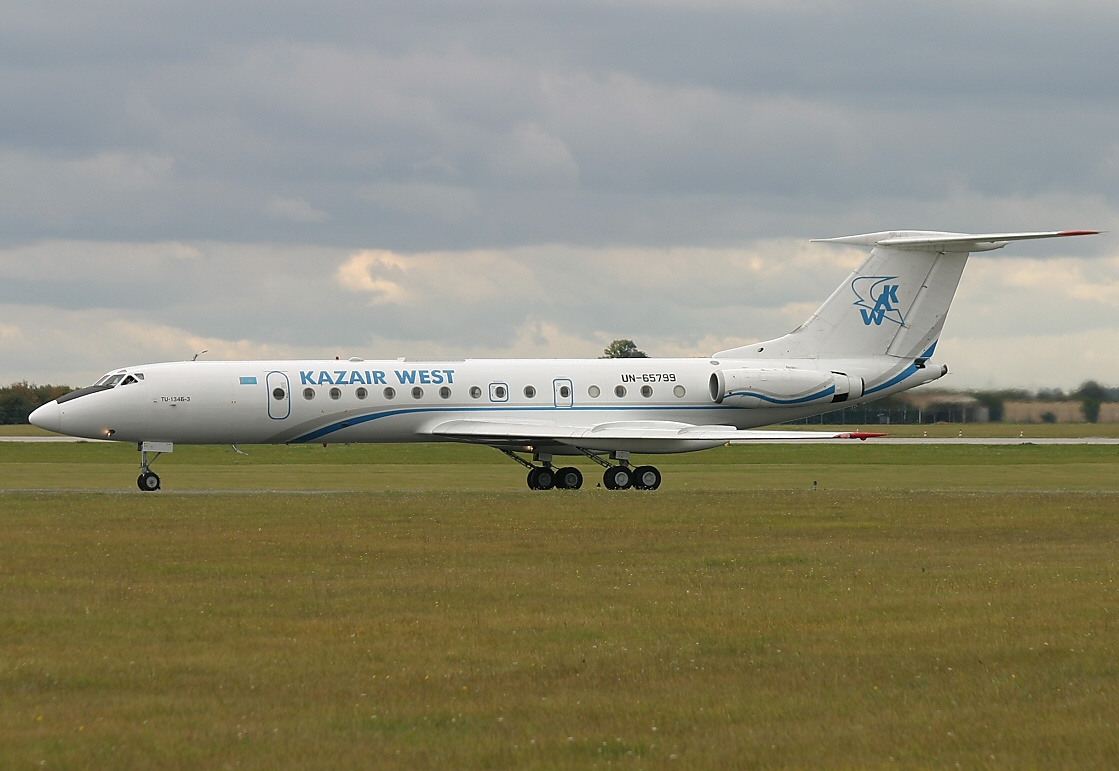
Ту-134 в Пражском аэропорту в 2004 году

Kazair West — казахстанская авиакомпания, базирующаяся в аэропорту Атырау.
Авиакомпания создана в 1996 году как закрытое акционерное общество.
13 июля 2009 года авиакомпания Kazair West была включена в список авиаперевозчиков, запрещенных в Европейском Союзе, наряду с большинством других казахстанских авиакомпаний. Причиной были плохие стандарты обслуживания в стране.
18 октября 2010 года был аннулирован сертификат эксплуатанта и авиакомпания прекратила свою деятельность.

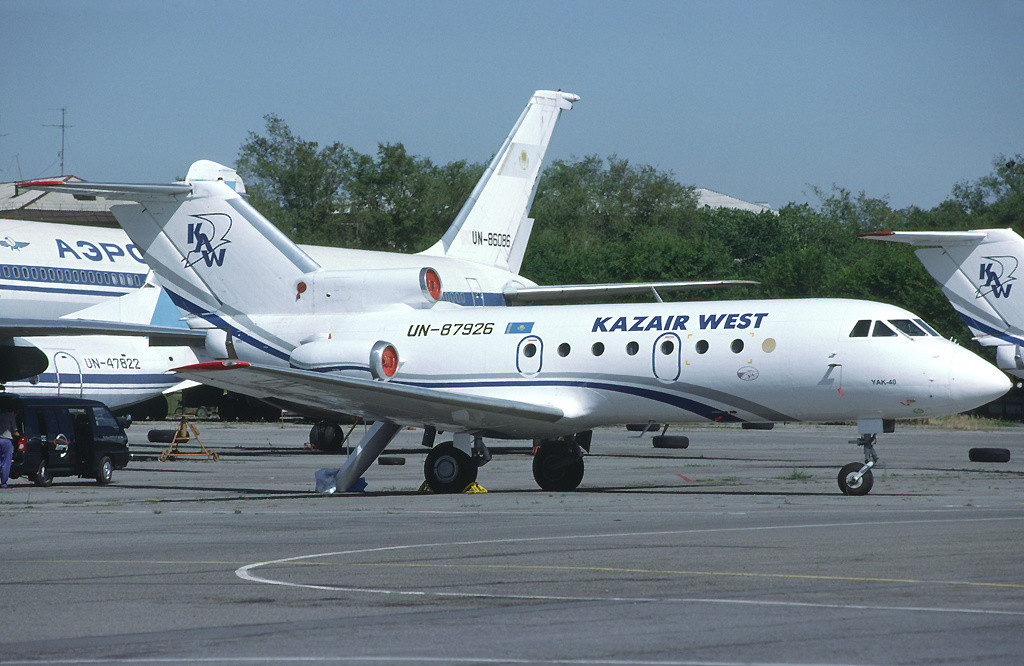
Як-40 в аэропорту Алматы в 2001 году

## Флот
- Ту-134 — 2
- Як-40 — 2
- L-410UVP-E — 2
- Boeing 737 — 3[5]